# 费尔特雷沃
费尔特雷沃（法語：Fertrève，法語發音：[fɛʁtʁɛv]）是法国涅夫勒省的一个市镇，属于讷韦尔区。

## 地理
费尔特雷沃（46°58'9"N, 3°35'16"E）面积24.43 平方千米，位于法国勃艮第-弗朗什-孔泰大區涅夫勒省，该省份为法国中部省份，北至约讷省，西北接卢瓦雷省，西接谢尔省，南至阿列省，东南接索恩-卢瓦尔省，东临科多尔省。
与费尔特雷沃接壤的市镇（或旧市镇、城区）包括：坦蒂里、昂勒济、弗拉奈-勒尼、比什、卡讷河畔蒙蒂尼、迪耶讷-欧比尼、维尔朗吉。

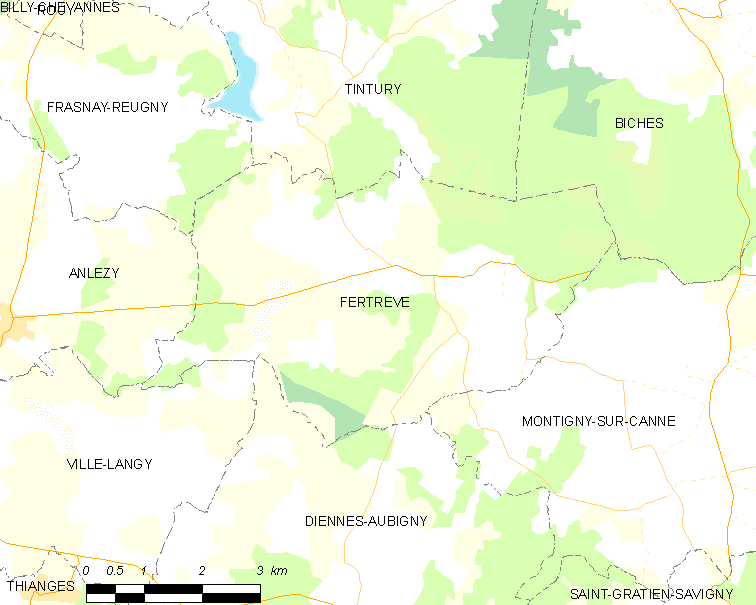
费尔特雷沃的OSM定位图

费尔特雷沃的时区为UTC+01:00、UTC+02:00（夏令时）。

## 行政
费尔特雷沃的邮政编码为58270，INSEE市镇编码为58113。

## 政治
费尔特雷沃所属的省级选区为盖里尼县。

## 人口

1962-2008年间费尔特雷沃人口变化图示

费尔特雷沃于2022年1月1日时的人口数量为92人。